# Heterarmia pulveraria
Heterarmia pulveraria är en fjärilsart som beskrevs av Alfred Ernest Wileman 1912. Heterarmia pulveraria ingår i släktet Heterarmia och familjen mätare. Inga underarter finns listade i Catalogue of Life.